# Aichryson punctatum
Espèce
Synonymes
- Aichryson pinnatum Knoche[2]
- Aichryson subvillosum (Lowe) Praeger[2]
- Sempervivum pinnatum Linding.[2]
- Sempervivum subvillosum Lowe[2]

Aichryson punctatum est une espèce de plantes grasses de la famille des Crassulaceae et du genre Aichryson.

## Liste des variétés
Selon Tropicos (20 juillet 2016) :
- variété Aichryson punctatum var. subvillosum (Lowe) Pit. & Proust